# Sebastian Bodu
Sebastian Valentin Bodu (n. 1970, Constanța) este un jurist și om politic român, care a îndeplinit funcția de Președinte al Agenției Naționale de Administrare Fiscală (ANAF), cu rang de secretar de stat în Ministerul Finanțelor Publice în perioada 2005-2007.

## Cariera profesională
Sebastian Bodu s-a născut în anul 1970 în municipiul Constanța. A studiat la Facultatea de Științe Juridice a Universității din Sibiu (1992–1996), absolvind în anul 1996 cu titlul de licențiat în drept și media generală de absolvire: 9,71.
Din anul 1996 este cadru didactic universitar, atât la facutăți juridice (Universitatea Ecologică, Universitatea Româno-Americană) cât și la facultăți economice (Academia de Studii Economice, Institutul Bancar Român). Actualmente este titular de curs la Facultatea de Drept a Universității „1 Decembrie” din Alba Iulia. De aseemnea, este formator la Institutul Notarial Român.
Din 1996 este avocat în Baroul București. Lucrează apoi în calitate de consilier intern pe probleme juridice la Financial Markets International Inc., corporație americană de consultanță în domeniul pieței de capital (1996-1997), consilier intern pe probleme juridice la Carana Group Inc., corporație americană de consultanță în domeniul privatizării (1997-1998), consilier intern pe probleme juridice la Fondul Româno-American pentru Investiții, fond închis de investiții cu capital american (1998-2004) și apoi Director al Direcției Juridice & Compleanță a grupului ING România (2004-2005).
În perioada 1999-2002, efectueză studii doctorale la Catedra de Drept din cadrul Academiei de Studii Economice (ASE) din București, obținând titlul de Doctor în drept, cu teza: „Regimul juridic al acțiunilor emise de societățile comerciale”, calificativul obținut fiind foarte bine.
Apoi între anii 2002-2004 efectuează studii de Executive Master of Business Administration (MBA) la ASEBUSS București, program al Washington State University, S.U.A., absolvind cu media generală 9,41.
A publicat din 1998 peste 80 de articole în prestigioase reviste de drept (]n prezent fiind membru în colegiul de onoare al Revistei Române de Drept al Afacerilor). De asemenea, Sebastian Bodu este autor al lucrărilor "Dreptul societăților comerciale - Dicționar de termeni juridici", ed. 1 (Editura Rosetti) și ed. 2 (Editura Universul Juridic); "Drept comercial - curs universitar" (Editura Rosetti); "Dreptul Afacerilor" (Editura Universitară), "Tratat de Drept Societar ", ed. 1 și 2 (Editura Rosetti), "Legea societăților comentată" (Editura Rosetti), "Legea societăților adnotată" (Editura Rosetti)," Legea emitenților de instrumente financiare, comentată și adnotată", ed. 1 și 2 (Editura Rosetti), "Infracțiuni Economice", ed. 1 și 2 (coautorat, Editura Rosetti), "Răspunderea civilă a administratorilor și managerilor societăților comerciale", ed. 1 și 2 (Editura Rosetti), "Codul civil comentat și adnotat, art. 1-257" (coautorat, Editura Rosetti).

## Președintele Agenției Naționale de Administrare Fiscală (ANAF)
Sebastian Bodu devine membru al Partidului Democrat în anul 2002. Ca membru al Consiliului Național de Strategie, a participat la redactarea programului de guvernare al Alianței Dreptate și Adevăr (DA).
În februarie 2005, Sebastian Bodu devine președintele Agenției Naționale de Administrare Fiscală (ANAF), cu rang de secretar de stat în Ministerul Finanțelor Publice. 
Provenit din mediul bancar, numit la conducerea Agenției Naționale de Administrare Fiscală cu sprijinul PD, Sebastian Bodu a încercat de la început să ofere o nouă imagine Fiscului din România. S-a remarcat mai puțin ca politician și mai mult ca tehnocrat, nefăcând uz de apartenența sa politică. El a avut o bună colaborare cu ministrul finanțelor, Ionuț Popescu, susținându-i afirmațiile acestuia că eliminarea sa de la conducerea Ministerului s-a datorat intervenției persoanelor corupte din sistemul vamal. 
În perioada conducerii ANAF de către Bodu, veniturile colectate la buget au crescut cu 7% în anul 2005 și cu 17% în 2006 în termeni reali, cea mai mare creștere prin lărgirea bazei de impozitare. Sebastian Bodu a luat o serie de măsuri care l-au impus în cadrul opiniei publice ca o personalitate incisivă și dinamică. 
Printre măsurile luate în acea perioadă se numără declanșarea unei anchete fiscale de amploare cu privire la transferurile unor fotbaliști la cluburi din strainătate, anchete care au stat la baza condamnării definitive la închisoare cu executare a unor oameni din fotbal, sau instituirea unui sechestru asigurator pe averea lui George Becali, ca urmare a refuzului acestuia de a plăti datoriile istorice ale clubului de fotbal Steaua București, acțiune care a fost respinsă de justiție. La inceputul anului 2006 Bodu a propus un proiect de lege privind impozitarea averilor ilicite, care a trezit reacții negative în cadrul unor cercuri politice. 
Sebastian Bodu a fost eliberat din funcția de președinte cu rang de secretar de stat al Agenției Naționale de Administrare Fiscală, de către premierul Călin Popescu Tăriceanu în data de 19 ianuarie 2007. Motivul invocat de către primul-ministru a fost "inducerea în eroare a opiniei publice în legătură cu măsuri ale Guvernului, prin declarații de ordin politic." 
Într-un interviu acordat Rompres, Sebastian Bodu făcuse public o serie de afirmații personale legate de taxa pe viciu, de taxa de primă înmatriculare și de Agenția Națională de Integritate. El a afirmat că taxa pe viciu (introdusă în mai 2006) este neconstituțională și a dus la scăderea colectării veniturilor din accize, crescând semnificativ evaziunea fiscală în acest domeniu.
De asemenea, acesta afirmase că taxa de primă înmatriculare nu este conformă cu normele europene, ceea ce s-a confirmat ulterior, când un val de acțiuni în justiție pentru recuperarea taxei plătite a fost declanșat. În privința Agenției Naționale de Integritate, el a afirmat că există o lipsă de voință din partea parlamentarilor de la putere, în afara celor ai Partidului Democrat.
Primul-ministru Călin Popescu Tăriceanu a apreciat că este inadmisibil ca un secretar de stat să atace decizii ale Guvernului, în loc să contribuie la aplicarea lor corectă, poziționându-se astfel în afara structurilor guvernamentale în care este angajat. 
Partidul Democrat a apreciat că decizia primului-ministru, de înlocuire din funcție a șefului ANAF, a încălcat prevederea din protocolul Alianței D.A. conform căreia o asemenea măsură poate fi aplicată numai după decizia Consiliului Național de Conducere al Alianței. Partidul Democrat a afirmat într-un comunicat de presă că "Motivele invocate de primul-ministru pentru demiterea lui Sebastian Bodu nu justifică înlocuirea acestuia din funcție. Îi amintim că performanța ANAF sub conducerea lui Bodu este fără precedent și îi sugerăm primului-ministru să analizeze activitatea secretarilor de stat după performanțe, și nu după considerente politice".

## Activitate ulterioară
După eliberarea sa din funcție de președinte al ANAF, Bodu a lucrat ca avocat, partener la  cabinetul de avocatură "Dănescu, Dănescu & Asociații" SCPA din București. 
La alegerile europarlamentare din 25 noiembrie 2007 a fost ales ca deputat al României în Parlamentul European pe lista Partidului Democrat, mandat reinnoit in 2009. In 2014, după terminarea celui de-al doilea mandat de eurodeputat, părăsește scena politică pe fondul unor disensiuni cu Vasile Blaga, secretarul general și apoi președintele Partidului Democrat Liberal. Revine în avocatură, ca membru al Baroului București. De asemenea, continuă să predea drept comercial.
În februarie 2020 este numit consilier de stat al premierului Ludovic Orban, iar în ianuarie 2021 consilier de stat al vicepremierului Kelemen Hunor.
Sebastian Bodu este căsătorit din 2015 și, din același an, are un copil. Vorbește fluent limba engleză.

## Citate proprii
„Fiscul oriunde-n lume este aspru. Ar fi culmea să-l iubești pe ăla care-ți ia taxele. Fiscul trebuie respectat și trebuie înțeles, că dacă n-ar fi Fiscul ar fi haos.”—Sebastian Bodu